# Lodewijk Joseph Fruytiers
Lodewijk Joseph Fruytiers (Mechelen, 21 februari 1713 - Antwerpen, 22 februari 1782) was een Vlaams graveur. 
Fruytiers was bekend om zijn prenten van wapenschilden, cartouches, ex libris en heiligen. Verschillende exemplaren worden bewaard in belangrijke verzamelingen.

## Galerij

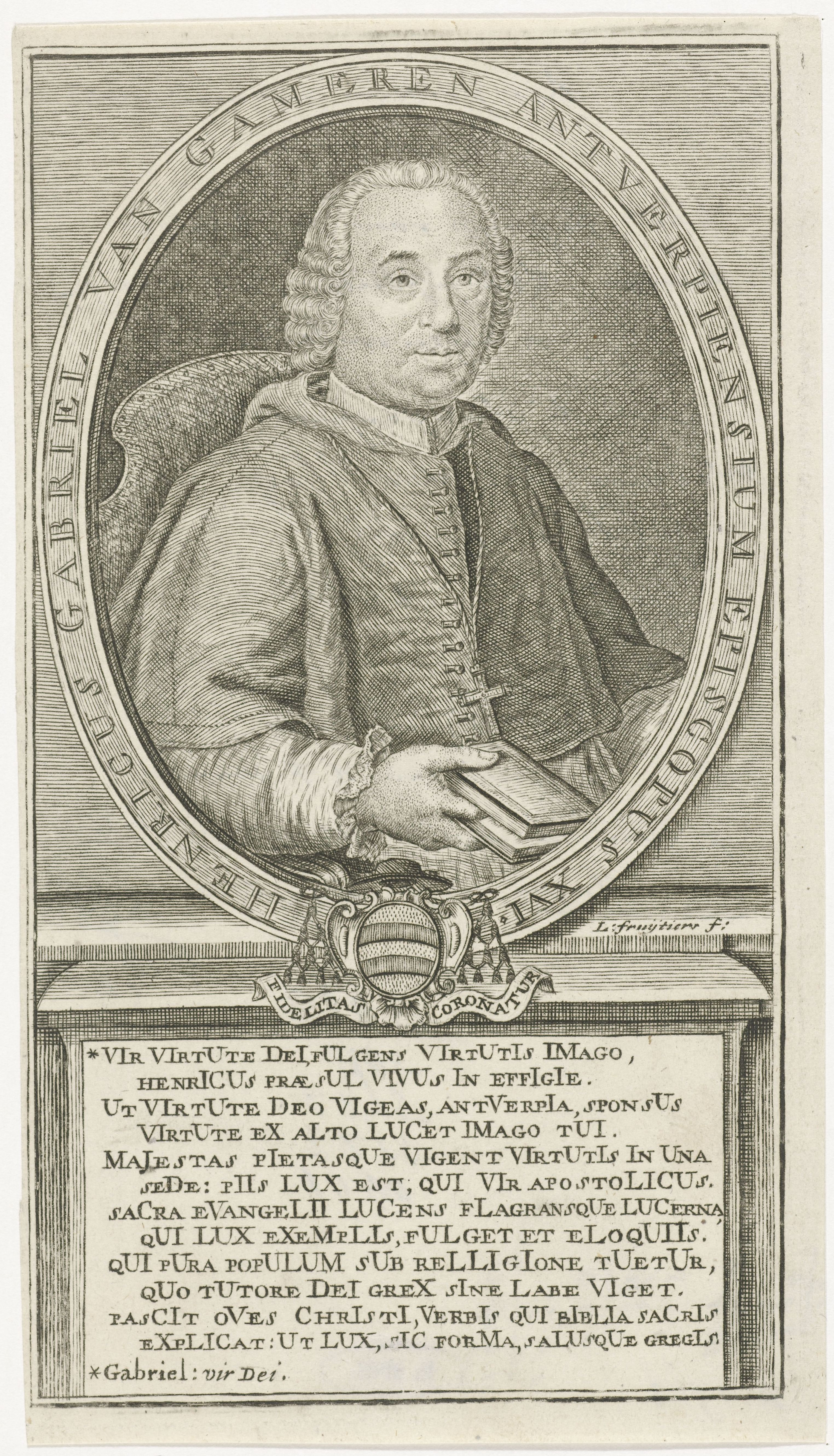
portret van bisschop Henricus Gabriel van Gameren met chronogram en wapenschild.
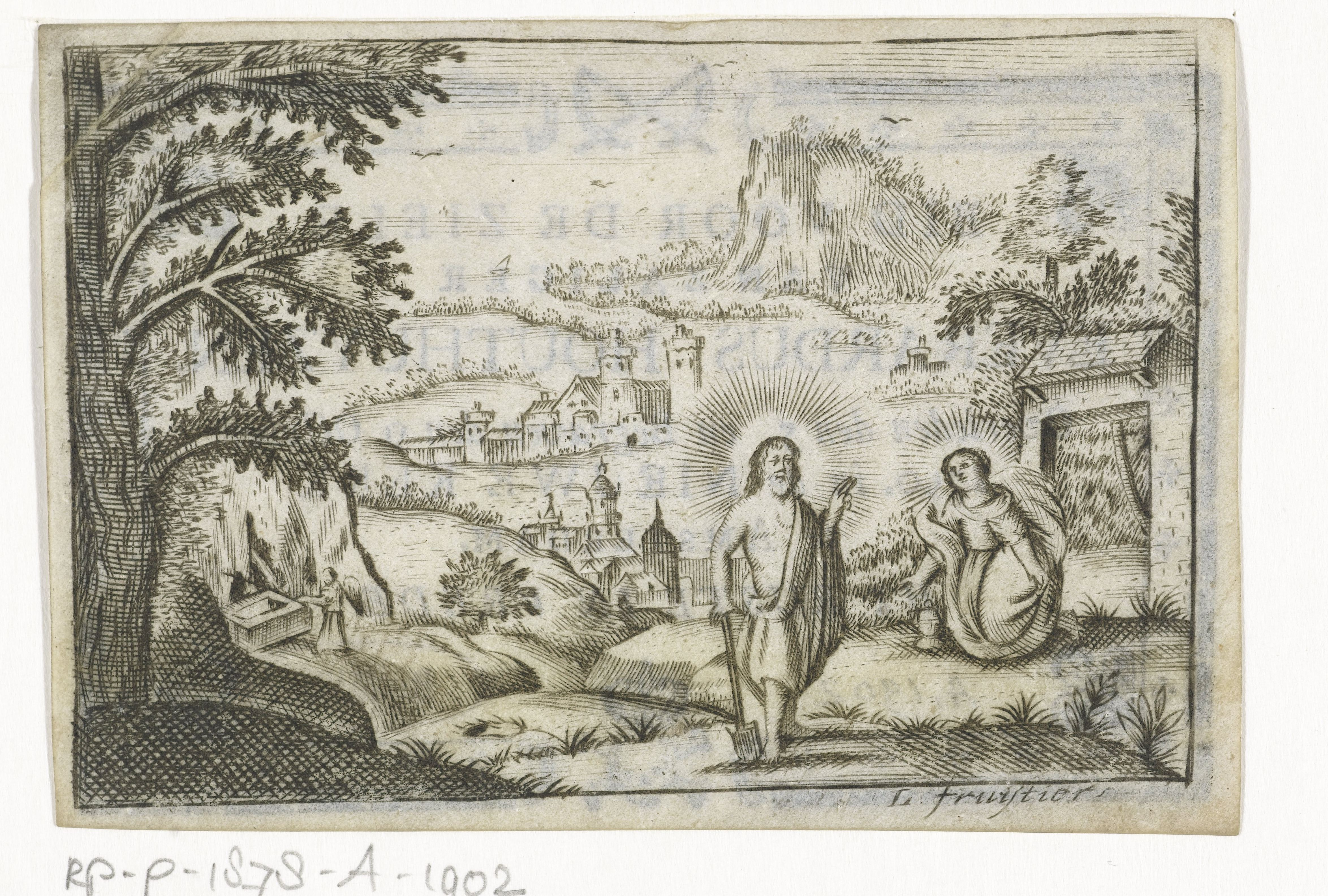
gravure met bijbels tafereel

- Biblioteca Nacional de España: XX1518805
- Bibliothèque nationale de France: cb149742901 (data)
- Biografisch Portaal: 00884414
- International Standard Name Identifier: 0000 0000 4926 7612
- Library of Congress Control Number: nr94003433
- RKD-Nederlands Instituut voor Kunstgeschiedenis: 333848
- Système universitaire de documentation: 095214119
- Virtual International Authority File: 47035694
- WorldCat: E39PBJtGXPDWbk3x4krG79jcT3